# Резолюция 142 на Съвета за сигурност на ООН
Резолюция 142 на Съвета за сигурност на ООН е приета на 7 юли 1960 г. по повод кандидатурата на Република Конго (днес Демократична република Конго) за членство в ООН. С Резолюция 142 Съветът за сигурност препоръчва на Общото събрание на ООН Република Конго да бъде приета за член на Организацията на обединените нации.